# Флюссер, Давид
Давид Флюссер или Флуссер (нем. David Flusser, 15 сентября 1917, Вена — 15 сентября 2000, Иерусалим) — израильский историк, религиовед, Ph.D. (1957), исследователь иудаизма в его отношениях с христианством.

## Биография
Вырос в Чехии, где изучал классическую филологию в Пражском университете. С 1939 года обучался в Еврейском университете в Иерусалиме. В 1947—1950 годах Флюссер преподавал иврит в Институте востоковедения Пражского университета. Вернувшись в Израиль, защитил докторскую диссертацию (1957) на тему «Ивритская версия романа об Александре Македонском согласно Пармскому манускрипту», которая позднее была опубликована в качестве приложения к книге Иосиппон. С 1955 году работал преподавателем в Еврейском университете. С 1962 года был профессором, с 1989 года — почётным (emeritus) профессором.
Двоюродный брат Вилема Флюссера.

## Исследовательский подход
Флюссер подчеркивал еврейское происхождение Христа и христианства, сближая фигуру Иисуса с традиционным для иудаизма образом цадика, а его страдания и мученическую кончину — c судьбами евреев в последующие века, включая Холокост.
Считал христианство более бедной формой иудаизма и крайне антиеврейской религией. По его мнению, неспособность христианства обратить еврейский народ в новую веру как раз и является причиной сильной антиеврейской тенденции в христианстве.

## Книги
- Jesus in Selbstzeugnissen und Bilddokumenten. Reinbek bei Hamburg: Rowohlt, 1968
- Jesus. New York: Herder and Herder, 1969 (неоднократно переиздана, переведена на многие языки)
- Judaism and christianity; collection of articles. Jerusalem: Academon, 1972
- Die rabbinischen Gleichnisse und der Gleichniserzähler Jesus. Bern; Frankfurt/ Main; Las Vegas: Lang, 1981
- Die letzten Tage Jesu in Jerusalem: das Passiongeschehen aus jüdischer Sicht: Berichte über neueste Forschungsergebnisse. Stuttgart: Calwer Verlag, 1982
- Bemerkungen eines Juden zur christlichen Theologie. München: Chr. Kaiser, 1984
- Mary: images of the Mother of Jesus in Jewish and Christian perspective. Philadelphia: Fortress Press, 1986 (в соавторстве с Я.Пеликаном и Дж. Лэнгом)
- Jewish sources in early Christianity. New York: Adama Books, 1987
- Entdeckungen im Neuen Testament. Neukirchen-Vluyn: Neukirchener Verlag, 1987
- Judaism and the origins of Christianity. Jerusalem: Magnes Press, Hebrew University, 1988
- The spiritual history of the Dead Sea sect. Tel-Aviv: MOD Books, 1989
- Das Christentum, eine jüdische Religion. München: Kösel-Verlag, 1990
- Das essenische Abenteuer: die jüdische Gemeinde vom Toten Meer : Auffälligkeiten bei Jesus, Paulus, Didache und Martin Buber. Winterthur: Cardun, 1994
- Judaism of the Second Temple period. Grand Rapids: William B. Eerdmans Pub. Co.; Jerusalem: Hebrew University Magnes Press, 2007
- The sage from Galilee: rediscovering Jesus' genius. Grand Rapids: William B. Eerdmans Pub. Co, 2007 (в соавторстве)

## Издания на русском языке
- Иисус, свидетельствующий о себе. Челябинск: Урал LTD, 1999
- Загадка Христа. М.: Эксмо, 2009 (вместе с Р. Бультманом)

## Награды и признание
- 1980 — Премия Израиля[6]
- 2000 — Ротшильдовская премия
- Член Израильской академии естественных и гуманитарных наук